# Carlos Castaño
Carlos Castaño Panadero (Madrid, 7 mei 1979) is een Spaans voormalig wielrenner en baanwielrenner.

## Belangrijkste overwinningen

### Wegwielrennen
2002
Ronde van Madrid
2003
2e en 6e etappe Ronde van Navarra
2005
1e en 3e etappe Ronde van Burgos
2006
4e etappe Ronde van Catalonië

### Baanwielrennen
2004
- Wereldkampioenschap ploegenachtervolging, Elite
- Olympische Zomerspelen 2004, ploegenachtervolging
- Spaans kampioen puntenkoers, Elite

2005
- Spaans kampioen achtervolging, Elite

## Resultaten in voornaamste wedstrijden
| Jaar | Ronde van Italië | Ronde van Frankrijk | Ronde van Spanje |
| ---- | ---------------- | ------------------- | ---------------- |
| 2007 |                  |                     | opgave           |
| 2008 |                  |                     | opgave           |